# Acrocercops argyraspis
Acrocercops argyraspis là một loài bướm đêm thuộc họ Gracillariidae. Nó được tìm thấy ở Meghalaya, Ấn Độ. Nó được miêu tả bởi E. Meyrick năm 1908.